# Nikola Pădevski
Nikola Bočev Pădevski (in bulgaro Никола Бочев Пъдевски?; Plovdiv, 29 maggio 1933 – 20 dicembre 2023) è stato uno scacchista bulgaro.
Ha ottenuto il titolo di Maestro Internazionale nel 1957 e di Grande Maestro nel 1964.

## Principali risultati
Vinse quattro volte il campionato bulgaro (1954, 1955, 1962 e 1964).
Con la nazionale bulgara ha partecipato a 11 olimpiadi degli scacchi dal 1956 al 1978, ottenendo complessivamente il 59,3& dei punti. Nelle olimpiadi di Lugano 1968 vinse la medaglia di bronzo di squadra.
Dal 1954 al 1959 partecipò a sei campionati del mondo a squadre per studenti. Nell'edizione del 1959 a Budapest, giocando in prima scacchiera, contribuì alla vittoria della squadra bulgara.
Nel 1963 vinse a Polanica Zdrój la prima edizione del Memorial Rubistein. Ottenne altre vittorie nei tornei di Varna del 1960 e 1975 e di Atene (Acropolis International) nel 1983.
Ha svolto la professione di avvocato civilista.
Ha ottenuto il suo massimo rating FIDE in luglio del 1973, con 2.490 punti Elo.